# Metal Planet
Metal Planet je bila revija, ki je pokrivala metal sceno v Sloveniji. Izhajala je od leta 2007.
Po osmih izdajah je kupila licenco Rock Hard magazina in od avgusta 2009 dalje se je imenovala Rock Hard (tri številke). Danes je Rock Hard Slovenia na spletu. 